# Buchmühle (Odenthal)
Buchmühle ist ein Ortsteil in Unterodenthal in der Gemeinde Odenthal im Rheinisch-Bergischen Kreis. Heute ist hier die Straße An der Buchmühle. Der Wohnplatz bildet mit Odenthal einen geschlossenen Siedlungsbereich.

## Geschichte
Die Buchmühle entstand als Lehngut von Osenau. Sie verdankt ihren Namen dem hier ursprünglich gewachsenen Waldgebiet, in dem viele Buchen gestanden haben.
Aus einer erhaltenen Steuerliste von 1586 geht hervor, dass die Ortschaft Teil der Dorfhonschaft im Kirchspiel Odenthal war.
Für das Jahr 1651 wird berichtet, dass kein Fahrzeug mehr die Mühle erreichen konnte, weil die Straße bei der Buchmühle „nach Ablassung des Frosts“ mit Erde und Gehölz vom anliegenden Berg überhäuft war. Ähnlich verhielt es sich mit den Fußwegen sowie mit den Land- und Nachbarstraßen. Nachdem keine Räumung erfolgt war, wurde der Burgherr zu Strauweiler richterlich aufgefordert, die Wege „zu besseren“. In einem Schriftstück vom 28. November 1645 ist zu lesen, dass dem „Wirt Peter von der Buchmühle“ die Zehrungskosten für zwei fürstliche Reiter erstattet wurden. Aus der Landesbeschreibung von 1791 ergibt sich, dass Buchmühle dem Hofgericht Hertzogenhof unterstand.
Im Mittelalter gehörte Buchmühle zur bergischen Dorfhonschaft. Die Topographia Ducatus Montani des Erich Philipp Ploennies, Blatt Amt Miselohe, belegt, dass der Wohnplatz 1715 als Hof kategorisiert wurde und mit Bugmühl bezeichnet wurde.
Carl Friedrich von Wiebeking benennt die Hofschaft auf seiner Charte des Herzogthums Berg 1789 als Bugmul. Aus ihr geht hervor, dass Buchmühle zu dieser Zeit Teil von Unterodenthal in der Herrschaft Odenthal war.
Unter der französischen Verwaltung zwischen 1806 und 1813 wurde die Herrschaft aufgelöst und Buchmühle wurde politisch der Mairie Odenthal im Kanton Bensberg zugeordnet. 1816 wandelten die Preußen die Mairie zur Bürgermeisterei Odenthal im Kreis Mülheim am Rhein.
Der Ort ist auf der Topographischen Aufnahme der Rheinlande von 1824, auf der Preußischen Uraufnahme von 1840 und ab der Preußischen Neuaufnahme von 1892 auf Messtischblättern regelmäßig als Buchmühle verzeichnet.
| Jahr | Einwohner | Wohn- gebäude | Kategorie | Politische / kirchliche Zugehörigkeit         |
| ---- | --------- | ------------- | --------- | --------------------------------------------- |
| 1830 | 11        |               |           | Bürgermeisterei Odenthal, Kirchspiel Odenthal |
| 1885 | 17        | 2             | Ortschaft | Bürgermeisterei Odenthal, Kirchspiel Odenthal |
| 1895 | 12        | 2             | Ortschaft | Bürgermeisterei Odenthal, Kirchspiel Odenthal |
| 1905 | 13        | 2             | Ortschaft | Bürgermeisterei Odenthal, Kirchspiel Odenthal |

## Die Buchmühle
Die Buchmühle selber ist offenbar gemeinsam mit dem Herrenhof in Osenau um 1000 entstanden. 1797 wurden in Odenthal fünf Getreidemühlen genannt, darunter auch die Buchmühle in Osenau. 1811 war die Buchmühle eine von drei Mahlmühlen. Von der Mühle ist heute nichts mehr erhalten.